# Alur Baru
Alur Baru is een bestuurslaag in het regentschap Aceh Tenggara van de provincie Atjeh, Indonesië. Alur Baru telt 164 inwoners (volkstelling 2010).